# A150 (Frankrijk)
De A150 is een korte Franse autosnelweg te noordwesten van de stad Rouen. Hij is ongeveer 13.5 kilometer lang en verbindt de N338, de ring van Rouen met de A151. Hij heeft geen E-nummer.